# البطولة الوطنية التوغوية 2016–17
البطولة الوطنية التوغولية 2016–17 هو موسم من البطولة الوطنية التوغولية. أشرف على تنظيمه اتحاد توغو لكرة القدم، وفاز فيه نادي ميناء التوغو.